# Liste des arts martiaux chinois

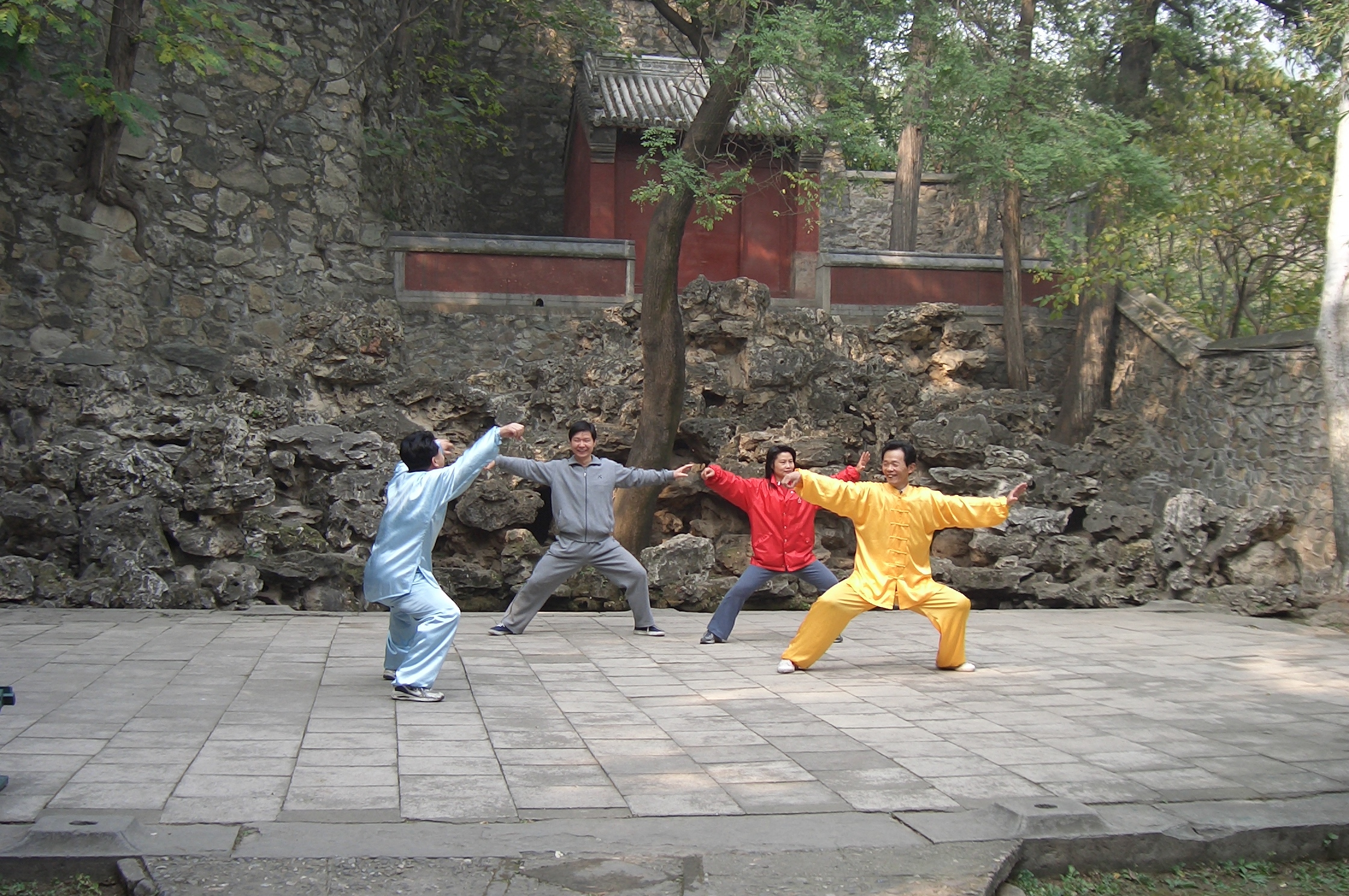
Pratiquants de tai-chi-chuan dans un parc de Pékin.

Les arts martiaux chinois sont composés de centaines de différents styles et écoles, désignés selon les personnes et les groupes généralement par "boxe chinoises" ou par les termes mandarins wushu (武术), guoshu (國術), ou quanfa (拳法) et en Occident de façon erronée kung-fu. La liste suivante n'est pas exhaustive :

## Les styles et les écoles
| Nom courant | Champ d'application | Techniques   | Esprit culturel de la discipline | Pays d'origine ou de mise au point                                  | Date                                  | Fondateur | Commentaire Description | Transcription du nom Nom d'origine |
| --- | ------------------- | ------------ | -------------------------------- | ------------------------------------------------------------------- | ------------------------------------- | --- | --- | --- |
| Alam Sakti Hokkien Shao Lim She Shi dong wu (boxe des dix animaux) |                     |              | externe et interne               | Chine du Sud (Fujian) / Indonésie - sud chine Fujian Shaolin nan    | 1950 ≈ -                              | Hiang Siauw Gok | | |
| An Chai |                     |              |                                  | Chine                                                               |                                       | | Une partie du Lin Kuei | |
| Ba Fan Men anc. Ba Shan Fan |                     |              |                                  | Chine du Nord (Hebei, Xiong)                                        | 1644 – 1912 (Dynastie Qing)           | Maître Li Gongran | | bā fān mén 八翻门 |
| Baji quan, Baat Gihk Kuen (La Boxe des Huit Fondamentaux), Kaimen Baiji Quan (La Boxe des Huit Directions d'Ouverture des Portes), Yueshan Baiji Quan La Boxe des Huit Directions du Mont Yueshan) | da                  |              | Neijia                           | Chine du Nord (Hebei, Cangzhou)                                     | 1750 < ?                              | Moine voyageur inconnu, puis Wu Zhong | | bājí quán 八極拳 |
| Ba Men Quan (La Boxe aux Huit Voies) |                     |              | Huihui Quan                      | Chine du Nord (Hebei, Cangxian, Mengcun Communauté Hui)             | 1800 <                                | Wu Zhong (1712 – 1802) | Wu Zhong a appris le Baji quan auprès de Lai Kouyuan | bā mén quán 八门拳 |
| Ba Men Xiong Quan Pa Men Shiong Chuan (La Boxe des Huit Voies de l'Ours) |                     |              |                                  | Chine                                                               |                                       | | | bā mén xióng quán 八门熊拳 |
| Ba Quan (Les Huit Poings) |                     |              |                                  | Chine                                                               |                                       | | | bā quán 八拳 |
| Ba Shan Fan |                     |              |                                  | Chine du Nord (Shandong)                                            | 1368 – 1644 (Dynastie Ming)           | Wang Zhiyuan | | bā shǎn fān 八閃翻 |
| Bafa Quan voir Ba Fa Quan (Styles et écoles) | da                  |              | Neijia                           | Chine                                                               |                                       | | | bāfa quán 八法拳 |
| Bagua Zhang, Pa Kua Chang (La Paume des Huit trigrammes) voir Baguazhang (Styles et écoles) | da                  |              | Neijia                           | Chine du Nord                                                       |                                       | | | bāguà zhǎng 八卦掌 |
| Bai he quan (La Grue Blanche "du Fujian") |                     |              |                                  | Chine du Sud (Fujian)                                               | 1700 ≈                                | Fang Chiniang (Fan Qiangliang) | Un des très rares AM à avoir été créé par une femme. | báihè quán 白鹤拳 |
| Baimei Quan |                     |              |                                  | Chine (Sichuan)                                                     | 1644 – 1911 (Dynastie Qing)           | Baimei (Moine Taoïste) | | |
| Baixing Quan |                     |              |                                  | Chine                                                               |                                       | | | |
| Bak Fu Pai (Le Système du Tigre Blanc) |                     |              |                                  | Chine                                                               | 1644                                  | Fung Doe Duk | | |
| Pao quan, Pao Ying Kuen (La Boxe du Léopard) |                     |              |                                  | Chine du Nord (Henan, Temple Song Shan)                             |                                       | | | bào quán 豹拳 |
| Beishaolin Quan Men |                     |              |                                  | Chine                                                               |                                       | | | |
| Bok Fu Pai |                     |              |                                  | Chine                                                               |                                       | | | |
| Bok Mei |                     |              |                                  | Chine                                                               |                                       | | | |
| Boxe Chinoise, > Quanfa |                     | pg           |                                  | Chine                                                               |                                       | | | quánfǎ 拳法 |
| Cai Jia Quan (La Boxe de la Famille Cai) |                     |              |                                  | Chine (Guangdong)                                                   |                                       | | | cài jiā quán 蔡家拳 |
| Cai Mo Quan (La Boxe de Cai et Mo) |                     |              |                                  | Chine (Guangdong)                                                   |                                       | | | |
| Ch'o Chiao |                     | pd           |                                  | Chine du Nord                                                       |                                       | | Coups de pied très hauts | |
| Cha Quan | app dp da           |              | Huihui Quan                      | Chine (Communauté Hui)                                              |                                       | Cha Mi'er Légendaire ? | Shenfashi Quan / Xiaojia Quan Distance courtes, associé au Hua Quan pour les distances longues Coups de pied volants très acrobatiques. Mi'er aurait appris le Hua Quan auprès de Zongqi. Se subdivise en trois branches distinctes :Zhang, Li, Yang. Une branche de synthèse a été créée récemment ainsi qu'une variante proche du Chang Quan moderne.                                                                                  | chá quán 查拳 |
| Chakibo |                     | pp           |                                  | Chine / Usa                                                         |                                       | | Style de Kick Boxing Chino-américain | |
| Chang Bei Yuan (Le Style du Gibbon) |                     |              |                                  | Chine                                                               |                                       | | | yuán 猿 |
| Chang Bing |                     |              |                                  | Chine                                                               |                                       | | | |
| Chang Jia Quan (La Boxe de la Famille Chang) |                     |              |                                  | Chine                                                               |                                       | Chang Naizhou (1724 – 1783) | | |
| Chang Quan – "Ancient" (Le Boxe Longue) |                     |              | Chang Quan                       | Chine du Nord (Temple de la montagne Hua)                           | 960 – 1279 (Dynastie Song)            | General Huang-Ti ? | | cháng quán 长拳 |
| Chang Quan – "Moderne" (Le Boxe Longue) | sc                  |              | Huihui Quan                      | Chine du Nord (Communauté Hui)                                      | 1956                                  | Institut des Sports de Nanjing | Cha Quan / Pao Quan / Hong Quan / Hua qua / autres Style moderne acrobatique dérivé de styles traditionnels de Chine du nord. Ne pas confondre avec des Taolu nommés Chang Quan du Shaolin, ni le style Chang Quan "Ancient" | chá quán 查拳 |
| Chang Quan – "Taolu" |                     |              | Waijia                           | Chine                                                               |                                       | | Enchaînement du Shaolin Quan. Ne pas confondre avec les Styles Chang Quan ancient et moderne | |
| Chia Pai Mo Chuan |                     |              |                                  | Chine                                                               |                                       | | | |
| Chih Yu-Hsi |                     |              |                                  | Chine                                                               |                                       | | | |
| Chin Na, Shaolin Chin Na |                     |              |                                  | Chine                                                               | 960 ≈                                 | General Yueh Fei (1103 – 1141) | Une facette de plusieurs styles chinois aussi bien externe qu'interne. Yueh Fei a appris auprès du moine shaolin Jao Tung. Il a également créé le Ying Zhao. | |
| Chin Pao Ping Cheng Chuan |                     |              |                                  | Chine                                                               |                                       | | | |
| Chin Wu Men (La Voie de l'Art Martial) |                     |              |                                  | Chine                                                               |                                       | | | jīng wǔ mén 精武门 / 精武会 |
| Choi Lei Fat, Choi Leih Faht, Choy Lee Fut, Cai Li Fo... de (Le Style de Choi de Lei et de Fat) |                     |              |                                  | Chine du Sud                                                        | 1836                                  | Chan Heung | Choy Gar / Li Gar / Fut Gar | choi léih faht coi3 lei5 faat3, cài lǐ fó 蔡李佛                                                                                         |
| Chow Gar, Chow Gar Tonglong Kuen (Boxe de la Mante Religieuse de la Famille Chow), "Style de la Mante Religieuse du Sud"                                                                           |                     |              | Waijia                           | Chine du Sud (Peuple Hakka)                                         | 1800 ≈                                | Chow Ahnaam | | chow gar tonglong kuen zhōu jiā tángláng quán 周家螳螂拳                                                                                 |
| Chow Gar, Jow Ga, Zhou Jia (La Famille Chow) "Style de la Mante Religieuse du Sud" |                     | pp           | Waijia                           | Chine (Guangdong)                                                   | 1900 ≈ (début)                        | Chou Lung (Zhou Long) (1890 ?) / ses frères Bil, Hip, Hoy, Tien                                                                                         | Hung Gar (positions) / Choy Gar (travail des mains) / Buk Siu Lum (coups de pied) A étudié le Hung Gar 5 ans, le Choy Gar 7 ans. | chow gar 周家 |
| Choy Mok |                     |              |                                  | Chine du Sud                                                        |                                       | | Choy Gar / Mok Gar | |
| Chu Gar, Chu Gia, C'iu Gar |                     |              |                                  | Chine                                                               |                                       | | Hung Gar / Choy Gar / Wing Chun | |
| Chugoku |                     |              |                                  | Chine                                                               |                                       | | | |
| Chung Kuo Chuan |                     |              |                                  | Chine                                                               |                                       | | | |
| Chuo Jiao Quan (La Boxe des Coups de Pied) |                     | pd           |                                  | Chine du Nord                                                       | 960 – 1279 (Dynastie Song)            | Deng Liang | Enseigné actuellement conjointement avec le Fan Zi Quan | chuō jiǎo quán 踔脚拳 |
| Chuojiao Fanzi |                     |              |                                  | Chine (Beijing)                                                     |                                       | | Chuqjiao / Fanzi Quan | |
| Chuojiao Hao |                     |              |                                  | Chine (Shenyang)                                                    |                                       | Hao Mingjiu | | |
| Chuojiao Hu |                     |              |                                  | Chine (Shenyang)                                                    | 1800 ≈ (fin) – 1900 ≈ (début)         | Hu Fengsan | | |
| Coo Quan |                     |              |                                  | Chine                                                               |                                       | | | liànshǒu quán 练手拳 |
| Da Bei Quan | da                  |              | Neijia                           | Chine                                                               |                                       | | | |
| Da Cheng Quan (La Boxe de la Grande Réussite) > Yi Quan | dp da               |              | Neijia                           | Chine du Nord (Hebei)                                               |                                       | | Renommé Yi Quan en 1949. | dà chéng quán 大成拳 |
| Da Hong Quan (La Boxe Rouge de la Grande Forme) |                     |              |                                  | Chine                                                               |                                       | | | dà hóng quán 大红拳 |
| Da Sheng |                     |              |                                  | Chine                                                               |                                       | | | |
| Dacheng Quan > Yi Quan | dp da               |              | Waijia                           | Chine                                                               |                                       | | | |
| Dajiazi Quan (La Boxe à Grande Posture) |                     |              |                                  | Chine                                                               |                                       | | | dàjiàzi quán 大架子拳 |
| Daoqi Quan |                     |              |                                  | Chine                                                               |                                       | Li (Famille) | | |
| Di Tang Quan – "Ancienne" (La Boxe Allongée au Sol) |                     |              |                                  | Chine du Nord (Shandong)                                            | 1129 – 1279 (Dynastie Song du sud)    | | | dì tǎng quán 地躺拳 |
| Di Tang Quan – "Moderne" (La Boxe Allongé au Sol) |                     |              |                                  | Chine                                                               | Moderne                               | | | dì tǎng quán 地躺拳 |
| Diaojia Quan |                     |              |                                  | Chine du Sud                                                        |                                       | | | |
| Digong Fanzi Quan (La Boxe de l'Habileté des Frappes au Sol) |                     |              |                                  | Chine                                                               |                                       | | Digong Quan / Fanzi Quan | |
| Digong Lohan Quan |                     |              |                                  | Chine                                                               |                                       | | | |
| Digong Quan (La Boxe de l'Habileté au Sol) |                     |              |                                  | Chine                                                               |                                       | | | dì gōng quán 地功拳 |
| Dim Mak |                     |              |                                  | Chine                                                               |                                       | | | |
| Duan Quan (La Boxe Courte) |                     |              |                                  | Chine                                                               |                                       | | | duǎn quán 短拳 |
| E-mei Shan Pai, Nga Mi Phai |                     |              |                                  | Chine                                                               |                                       | | | |
| E'quan |                     |              |                                  | Chine                                                               |                                       | | | |
| Emei Quan (La Boxe de la Montagne Mei) |                     |              |                                  | Chine (Sichuan, Mont Emei)                                          |                                       | | | éméi quán 峨嵋拳 |
| Emei Xiaoyao Shaolin Emei Xiaoyao |                     |              |                                  | Chine (Sichuan, Mont Emei)                                          |                                       | | | |
| Erh-Lang Men |                     |              |                                  | Chine                                                               |                                       | | | |
| Fa Jing Chuan |                     |              |                                  | Chine                                                               |                                       | | | |
| Faan Tzi Ying Yow Pai, Ying Zhao Fanzii Quan ? (La Serre de l'Aigle du Nord) |                     |              |                                  | Chine                                                               | 1368 – 1644 (Dynastie Ming)           | Lai Chin (Li Chuen ?) | | yīng zhǎo fānzǐ quán 鹰爪翻子拳 |
| Fan Quan (Le Poing Tournant) |                     |              |                                  | Chine                                                               |                                       | | Système intégré à différents styles : Cha Quan, Tang Lang, Fan Che, Shaolin... | fān quán 翻拳 |
| Fan Zhu Quan |                     |              |                                  | Chine (Peuple Fan)                                                  | -770 / -476                           | | | |
| Fan Zi Quan "Ancient" (Le Fils du Poing Tournant) anc. Ba Shan Fan |                     |              | Huihui Quan                      | Chine (Communauté Hui)                                              | 960 – 1279 (Dynastie Song)            | Yue Fei (24 mars 1103 – 27 janvier 1142) (Wu Mu)? | Boxe d'attaque continue. Comprend de nombreuses variantes. | fān zǐ quán 翻子拳 |
| Fan Zi Quan "Moderne" (Le Fils du Poing Tournant) anc. Ba Fan Men |                     | pg           |                                  | Chine                                                               |                                       | | Enseigné actuellement conjointement avec le Chuo Jiao Quan. | fān zǐ quán 翻子拳 |
| Fanzi Yingzhao |                     |              |                                  | Chine                                                               |                                       | | | |
| Fei Lung Fu Mun (Le Dragon Volant et la Porte du Tigre) |                     |              |                                  | Chine                                                               |                                       | | | |
| Fohan Quan, Fuhan Shou |                     |              |                                  | Chine du Nord (Henan, Temple Song Shan)                             | 1854                                  | Tian Kui Zao | | |
| Fojia Quan (La Boxe Buddhiste) |                     |              |                                  | Chine du Sud                                                        |                                       | | | fó jiā quán 佛家拳 |
| Fong Ngan (L'Œil du Phoenix) |                     |              |                                  | Chine                                                               |                                       | | | |
| Fong Yang (L'Art du Mendiant) |                     |              |                                  | Chine du Sud (Fujian)                                               |                                       | | | |
| Fu Chiao (La Griffe du Tigre) |                     |              |                                  | Chine                                                               |                                       | | | |
| Fu Jia Quan (La Boxe de la Famille Fu) |                     |              |                                  | Chine                                                               |                                       | | | |
| Fu Jow Pai (Système de la Griffe du Tigre) anc. Hark Fu Moon (Système du Tigre Noir) |                     |              |                                  | Chine                                                               |                                       | Wong Bil Hong ? | | |
| Fu Lung pai |                     |              | Waijia                           | Chine                                                               |                                       | | | |
| Fut Ga Kin |                     |              |                                  | Chine                                                               |                                       | | | |
| Fut Gar Kuen, Sil Lum Fut Ga Kuen (La Boxe Buddhiste) |                     |              |                                  | Chine                                                               | 1700 ≈ ?                              | Leung Tien Chiu | | 佛家拳 |
| Go-Ti |                     |              |                                  | Chine ?                                                             |                                       | | | |
| Gongfu, Kung Fu > Wushu |                     |              |                                  | Chine                                                               |                                       | | Terme erroné mais le plus fréquent en occident pour désigner les arts martiaux chinois tous style externe et interne. | gōngfū 功夫 |
| Gou Quan, Kuo Ch'uan (La Boxe du Chien) |                     |              |                                  | Chine                                                               |                                       | | | gǒu quán 狗拳 |
| Gou Xin Quan (La Boxe du Chien du Sud) |                     |              |                                  | Chine du Sud (Fujian)                                               |                                       | | | |
| Gui Bei Miao Quan |                     |              |                                  | Chine                                                               | XXe siècle ≈                          | Liang Wai Ling | Miao Quan / Hung Quan / Hou Quan | |
| Gun-Men |                     |              |                                  | Chine                                                               |                                       | | | |
| Gung Lik Kuen |                     |              |                                  | Chine                                                               |                                       | | | |
| Gung-Li |                     |              |                                  | Chine                                                               |                                       | | | |
| Guoshu Kuoshu (Les Techniques Chinoises) |                     |              |                                  | Chine                                                               |                                       | | Générique pour les AM nationaux Chinois | guóshù 国术 |
| Hak Fu Pai |                     |              |                                  | Chine du Sud (Temple Honan)                                         |                                       | | | |
| Hakka Kien, (La Boxe des Hakka) Kejia Quan |                     |              | Hakka Kien                       | Chine du Sud (Peuple Hakka)                                         |                                       | | La communautés des Hakka pratiquent des styles qui leur sont propres : Diaojiao jiao, Lijia jiao, Niujia jiao, Yujia jiao, Zhoujia jiao, Zhujia jiao. | hak7 ga1 kien2, kè jiā quán 客家拳 |
| Han Xing |                     |              |                                  | Chine                                                               |                                       | | | |
| Hao Peng |                     |              |                                  | Chine                                                               |                                       | | | |
| Hark Fu Moon (Système du Tigre Noir) > Fu Jow Pai |                     |              |                                  | Chine                                                               |                                       | Soo Hak Fu | | |
| He Quan (La Boxe de la Grue) |                     |              |                                  | Chine                                                               |                                       | | Terme générique désignant de très nombreux styles inspirés des mouvements de la grue : Yongchun Baihe Quan, Baihe Quan, Xiaja Quan, Lama Quan, Shizihou Quan… | |
| Heihu Quan (La Boxe du Tigre Noir) |                     |              |                                  | Chine                                                               |                                       | | | hēi hǔ quán 黑虎拳 |
| Hip Gat |                     |              |                                  | Chine                                                               |                                       | | | |
| Hong Fo Quan (La Boxe de Hong et de Buddha) |                     |              |                                  | Chine (Guangdong)                                                   |                                       | | | |
| Hong Jia Quan (La Boxe de la Famille Hong) |                     |              |                                  | Chine du Sud (Guangdong)                                            |                                       | | | |
| Hong Men Quan |                     |              |                                  | Chine                                                               |                                       | | | |
| Hong Quan |                     |              |                                  | Chine du Nord                                                       | 960 – 1279 (Dynastie Song) ? / 1674 ? | | | |
| Hong Tou Cai Wei (La Tête de Hong et la Queue de Cai) |                     |              |                                  | Chine (Guangdong)                                                   |                                       | | | |
| Hop Gar |                     |              |                                  | Chine (Hubei, Wudang)                                               |                                       | Moines du Monastère du Wudang | | |
| Hou Quan, Hung Gar Kuen (La Boxe du Singe) |                     |              | Waijia                           | Chine                                                               |                                       | | Plusieurs styles distincts au nord et au sud. | hóu quán 猴拳 |
| Hou Xin Quan (La Boxe du Style du Singe) |                     |              |                                  | Chine du Sud (Fujian)                                               |                                       | | | |
| Hu Bao Quan (La Boxe du Tigre et du Léopard) |                     |              |                                  | Chine                                                               |                                       | | | hǔ bào quán 虎豹拳 |
| Hu He Shuangxing (La Couple du Tigre et de la Grue) |                     |              |                                  | Chine du Sud                                                        |                                       | | | hǔ hè shuāngxíng 虎鹤双形 |
| Hu Quan (La Boxe du Tigre) |                     |              | Waijia                           | Chine                                                               |                                       | | | hǔ quán 虎拳 |
| Hu Xing Quan Hu Xin Chuan (La Boxe du Style du Tigre) |                     |              |                                  | Chine                                                               |                                       | | | hǔ xíng quán 虎形拳 |
| Hu Zun Quan (Le Style du Tigre) |                     |              |                                  | Chine du Sud (Fujian)                                               |                                       | | | |
| Hua Quan "Style Fengchi" (La Boxe des Fleurs) |                     |              |                                  | Chine (Nanjing)                                                     | 1662 – 1735 (début) (Dynastie Qing)   | Gan Fengchi | | huā quán 花拳 |
| Hua Quan "Style Tai" (La Boxe des Fleurs) |                     |              |                                  | Chine du Nord (Jining, Shandong)                                    | 1100 ≈                                | Cai Tai / Cai Gang | | huā quán 花拳 |
| Hua Quan Hua Jia Quan, Hua Chia Chan (La Boxe de Hua) | app dp da           |              | Huihui Quan                      | Chine du Nord (Shandong, Zhangyizhuang, Communauté Hui) Légendaire  | 618 – 907 (Dynastie Tang) Légendaire  | Hua Zongqi Légendaire | Jiazi Quan / Dajia Quan Distance longue, associé au Cha Quan pour les distances courtes | huá quán 華拳 |
| Hudie Quan (La Boxe du Papillon) |                     |              |                                  | Chine                                                               |                                       | | | húdié qúan 蝴蝶拳 |
| Huhng Syuhn Wing Chun Kuen (La Boxe du Printemps de la Louange du Bateau Rouge) |                     |              |                                  | Chine                                                               | 1850 ?                                | | | |
| Huihui Quan, (La Boxe du Communauté Hui) Jiaomen Quan (La Boxe des Musulmans) |                     |              | Huihui Quan                      | Chine du Nord (Jining, Shandong Communauté Hui)                     | 1700 ≈                                | | Générique des AM pratiqué par la communauté chinoise islamique des Hui. Caractérisé par l'utilisation de la souplesse de la colonne vertébrale, les mouvements de rotation de la taille et la force en fouet au moment de l'impact. | huíhuí qúan 回回拳 jiàomen quán 教们拳                                                                                                   |
| Huihui Shiba Zhou (Les Dix-Huit Coudes Musulmans) |                     |              | Huihui Quan                      | Chine                                                               |                                       | | | huíhuí shíbā zhǒu 回回十八肘 |
| Hun Men |                     |              |                                  | Chine                                                               |                                       | | | |
| Hung Chia |                     |              |                                  | Chine du Sud                                                        |                                       | | | |
| Hung Fut (Le Serpent Blanc du Sud) |                     |              |                                  | Chine du Sud (Fujian)                                               | 1600 ≈                                | Wun Lei (Moine Shaolin) | Hung Gar / Fut Gar | |
| Hung Gar, Hung Ga, Hung Kuen, Hung Ga Kuen (La Boxe de la Famille Hung) |                     |              | Waijia                           | Chine du Sud (Shanghai)                                             |                                       | | Style de synthèse entre Tigre et Grue. Surtout pratiquée dans le Sud de la Chine. | hung gar, hung ga 洪家 hung kuen 洪拳, hung ga kuen 洪家拳                                                                               |
| Hung Kuen |                     |              |                                  | Usa (Floride)                                                       | 1971                                  | Tony Brown | | |
| Hung T'ou Fo Wei |                     |              |                                  | Chine                                                               |                                       | | | |
| Hung Tao Choy Mei |                     |              |                                  | Chine                                                               |                                       | Jow Lung | Hung Gar hand work / Choy Gar foot work | |
| Hung Toy Fut Gar |                     |              |                                  | Chine                                                               |                                       | | Hung Toy Gar / Fut Gar | |
| Hung Toy Gar |                     |              |                                  | Chine                                                               |                                       | | | |
| Huo Quan (La Boxe du Feu) |                     |              |                                  |                                                                     |                                       | | Caractérisée par une activité constante du combattant. | huǒ quán 火拳 |
| Hwa Quan |                     |              |                                  | Chine du Nord                                                       |                                       | | | |
| Hyun Kyuhn |                     |              |                                  | Chine                                                               |                                       | | | |
| I Liq Chuan | da                  |              | Neijia                           | Malaisie                                                            |                                       | | | |
| Ian Shou |                     |              |                                  | Chine                                                               |                                       | | | |
| Jiao Di |                     |              |                                  | Chine                                                               |                                       | | | |
| Jiaomen Chang Quan (La Boxe Longue des Musulmans) |                     |              | Huihui Quan                      | Chine (Communauté Hui)                                              |                                       | | | jiàomen cháng quán 教们长拳 |
| Jiaomen Quan (La Boxe des Musulmans) > Huihui Quan |                     |              | Huihui Quan                      | Chine du Nord (Jining, Shandong (Communauté Hui))                   | 1700 ≈                                | | | jiàomen quán 教们拳 huíhuí qúan 回回拳                                                                                                   |
| Jiazi Quan, Dajia Quan |                     |              |                                  | Chine                                                               | 618 – 907 (Dynastie Tang)             | Hua Zongqi ? | | |
| Jin Quan (La Boxe du Métal Précieux) |                     |              |                                  | Chine                                                               |                                       | | | jīn quán 金拳 |
| Jin Shin Quan (La Boxe d'Or) |                     |              |                                  | Chine                                                               |                                       | | | |
| Jing Quan Do |                     |              |                                  | Chine                                                               |                                       | | | |
| Jing Wu Men |                     |              |                                  | Chine du Sud (Shanghai)                                             |                                       | | | |
| Jiu Gong Shiba Tui (Les Dix-Huit Jambes des Neuf Palais) |                     |              |                                  | Chine (Hubei, Wudang)                                               |                                       | | | jiǔ gōng shíbā tuǐ 九宫十八腿 |
| Jiulong |                     |              |                                  | Chine                                                               | 1916 ?                                | Li (Famille) | | |
| Jou Chuan |                     |              |                                  | Chine                                                               |                                       | | | |
| Kaoshou Fanziquan |                     |              |                                  | Chine                                                               |                                       | | | |
| Kejia Quan >Hakka Kien |                     |              | Hakka Kien                       | Chine du Sud (Peuple Hakka)                                         |                                       | | | kè jiā quán, hak7 ga1 kien2 客家拳 |
| Ken Fat |                     |              |                                  | Chine                                                               |                                       | | | |
| Kenpo (Méthode du Poing) voir Kenpo (Styles et écoles) |                     |              |                                  | Chine / Japon / Okinawa                                             |                                       | | Terme générique pour les AM japonais et okinawaïen d'origine chinoise. Tous les Kenpo sont des Budo. | kenpō けんぽう / 拳法 |
| Kio-Li |                     | gr           |                                  | Chine                                                               |                                       | | | |
| Kong Men Quan (La Boxe de La Voie Libre) |                     |              |                                  | Chine (Hubei, Wudang)                                               |                                       | | | kōng mén quán 空门拳 |
| Kuai Chiao |                     |              |                                  | Chine                                                               |                                       | | | |
| Kun Wu Jian |                     |              |                                  | Chine                                                               |                                       | | | |
| Kun-Men |                     |              |                                  | Chine (Sichuan, Omei)                                               |                                       | | | |
| Kung Fu, Gongfu > Wushu |                     |              |                                  | Chine                                                               |                                       | | Terme erroné mais le plus fréquent en occident pour désigner les arts martiaux chinois tous style externe et interne. | gōngfū 功夫 |
| Kunlun Quan |                     |              |                                  | Chine du Sud                                                        |                                       | | | |
| Kwong Tong |                     |              |                                  | Chine du Sud                                                        |                                       | | | |
| Lai Tung Pai |                     |              |                                  | Chine                                                               |                                       | | | |
| Lam Siu Lam Ehm Yeng Kuen |                     |              |                                  | Chine du Sud                                                        |                                       | | | |
| Lama Pai |                     |              |                                  | Chine                                                               |                                       | | | |
| Lan Do Chen Siue Pay |                     |              |                                  | Chine                                                               |                                       | | | |
| Lan Shou Men, Lan Shou Men Pai Shao Lin (La Voie des Mains Qui Bloquent) |                     |              |                                  | Chine                                                               | 1600 ≈ (fin)                          | | | lán shǒu mén 拦手门 |
| Lan Shou Quan |                     |              |                                  | Chine                                                               | 1600 ≈ (fin)                          | | | |
| Lao Lan |                     |              |                                  | Chine                                                               |                                       | | | |
| Lau Gar Kuen |                     |              |                                  | Chine                                                               | 1700 ≈ (entre)                        | Lau Sam Ngau | | |
| Law Horn Kuen |                     |              |                                  | Chine                                                               |                                       | | | |
| Le Poing de Fer, La Main de Fer |                     |              |                                  | Chine                                                               |                                       | | | |
| Lei Ga |                     |              |                                  | Chine                                                               |                                       | Lei Gum Lun | | |
| Lei Jia Quan | da                  |              | Neijia                           | Chine                                                               |                                       | | | |
| Les Cinq Familles |                     |              |                                  | Chine                                                               |                                       | | | |
| Leung-Yi Keun |                     |              |                                  | Chine ?                                                             |                                       | | | |
| Li Chia Quan (La Boxe à Mains Courtes) |                     | pg           |                                  | Chine                                                               |                                       | | | |
| Li Gar |                     |              |                                  | Chine du Sud                                                        |                                       | | | |
| Li Ho Pa Fa | da                  |              | Neijia                           | Chine                                                               |                                       | | | |
| Li Jia Quan (La Boxe de la Famille Li) |                     |              |                                  | Chine du Sud (Guangdong)                                            |                                       | | | lí jiā quán 刕家拳 |
| Liang Hsiang |                     |              |                                  | Chine                                                               |                                       | | | |
| Liang Yi Quan (La Boxe des Deux Pôles) | da                  |              | Neijia                           | Chine                                                               |                                       | | | |
| Liangong | da                  |              | Neijia                           | Chine du sud (Shanghai)                                             | 1974 ?                                | Dr. Zhuang Yuan Ming | | |
| Lianshou Quan (La Boxe de l'Exercices des Mains) |                     |              |                                  | Chine du Sud                                                        |                                       | | | liànshǒu quán 练手拳 |
| Lien Wan |                     |              |                                  | Chine                                                               |                                       | | | |
| Lin Kuei (Les diables rusés de la forêt), An Ch'i |                     |              |                                  | Chine du Nord                                                       |                                       | | Origine semi légendaire du ninjutsu japonais. | lín guǐ 林鬼 |
| Liu He Bafa Quan (La Boxe des Six Harmonies et des Huit Techniques) |                     |              | Neijia                           |                                                                     |                                       | Moine Chen Xiyi (960 – 1127) | L'examen des techniques, des combinaisons et des principes de ce style montrent qu'il est beaucoup plus récent et contemporain d'autres boxes ayant les mêmes affinités Cha quan, Liuhe quan, Tongbei quan…). Ce style est aussi classé dans les styles Internes | |
| Liu He Men (La Boxe des Six Coordinations) |                     |              |                                  | Chine du Nord                                                       | XXe siècle (début)                    | Maître Zhao Xinzhou / Maître Wan Laisheng | | liù 六 |
| Liu He Quan (La Boxe des Six Harmonies) |                     |              | Huihui Quan                      | Chine du Nord (Cangsian, Communauté Hui)                            | XVIIe siècle                          | Cao Zhenpeng | | liù 六 |
| Liu He Quan (La Boxe des Six Harmonies) |                     |              | Huihui Quan                      | Chine du Nord (Sichuan, Communauté Hui)                             | XIXe siècle (début)                   | Yu Zhenlin | | liù 六 |
| Liu He Quan (La Boxe des Six Harmonies) |                     |              | Huihui Quan                      | Chine du Nord (Hebei, Communauté Hui)                               | XIXe siècle                           | Tian Chunkui | | liù 六 |
| Liu He Xingyi Quan | da                  |              |                                  | Chine                                                               |                                       | | | |
| Liu Hsing Chuan |                     |              |                                  | Chine (Hubei, Wudang)                                               |                                       | | | |
| Liu Jia Quan (La Boxe de la Famille Liu) |                     |              |                                  | Chine (Hubei, Wudang)                                               |                                       | | | liú jiā quán 刘家拳 |
| Liubu Quan (La Boxe en Six Pas) |                     |              |                                  | Chine                                                               |                                       | | | liù bù quán 六步拳 |
| Liuxinquan |                     |              |                                  | Chine                                                               |                                       | | | |
| Lo Fu Do (La Voie du Tigre) |                     |              |                                  | Chine                                                               |                                       | | | |
| Loe Hon Keun (La Boxe du Moine Immortel) |                     |              |                                  | Chine                                                               |                                       | | | |
| Long Hu Quan, Lung Hu Chuan | da                  |              | Neijia                           | Chine                                                               |                                       | | | |
| Long Hua Quan (La Boxe du Dragon) |                     |              |                                  | Chine                                                               |                                       | | | |
| Long Quan, Long Zhuang (La Boxe du Dragon) |                     |              |                                  | Chine du Sud (Fujian)                                               | 1368 – 1644 (Dynastie Ming) (fin)     | Peng Decheng | | |
| Long Xing Quan Long Ying Quan, Lung Ying Chuan, (La Boxe en Forme de Dragon) |                     |              |                                  | Chine                                                               |                                       | Daaih Yuhk | | lóng xíng quán 龙形拳 |
| Long Ying Mo Kiu (La Forme du Dragon qui Colle et Franchit la Distance) |                     |              |                                  | Chine (Guangdong)                                                   | XXe siècle (début)                    | Moine Dayu (Buddhiste) | Se caractérise par un travail de la puissance et de la vitesse et par une force explosive pour le pratiquant confirmé. | |
| Long Ying Mor Kiu |                     |              |                                  | Chine du Sud                                                        | 1565                                  | | | |
| Long Zun Quan (La Boxe du Style du Dragon) |                     |              |                                  | Chine du Sud (Fujian)                                               |                                       | | | lóng zūn quán 龙遵拳 |
| Lou Han Si Pa Shou (Les Dix-huit Mains de Buddha) |                     |              |                                  | Chine                                                               |                                       | | | |
| Lui Ho |                     |              |                                  | Chine du Nord                                                       |                                       | | | |
| Luixin Quan, Liu Shing Ch'uan |                     |              |                                  | Chine                                                               |                                       | | | |
| Lung Jop Pai (La Style du Dragon) |                     |              |                                  | Chine du Sud                                                        |                                       | | | |
| Luohan Quan, Law horn kuen (La Boxe des Êtres Nobles) |                     |              |                                  | Chine (Temple Shaolin)                                              |                                       | Shaolin monks | | luóhàn quán 羅漢拳 |
| Lutte Chinoise Traditionnelle > Shuai Jiao | sc                  | gr           |                                  | Chine                                                               |                                       | | | shuāijiāo 摔交 |
| Mai Jung Law Hong, Mi Chung I Law Horn Kuen |                     |              |                                  | Chine                                                               |                                       | | | |
| Main Quan |                     |              |                                  | Chine                                                               |                                       | | | |
| Manchuria Kung Fu (Kung-Fu Mandchou ou Mansuria Kung Fu) |                     |              |                                  | Chine, Mandchourie                                                  | 1644 – 1911 (Dynastie Qing)           | | Uniquement transmis au sein de l'armée impériale jusqu'en 1911. Maître Wong, un ancien membre de l'armée, le diffusa ensuite au grand public. Il est le kung-fu dominant en Inde actuellement. | |
| Mei Hua Quan (La Boxe de la Fleur de Prunier) |                     |              |                                  | Chine                                                               |                                       | | Se subdivise en de nombreuses variantes. | méi huā quán 梅花拳 |
| Mi Tsung Yum |                     |              |                                  | Chine                                                               |                                       | | | |
| Mi Tsung-I |                     |              |                                  | Chine                                                               |                                       | | | |
| Mian Quan, Mian Chuan (La Boxe du Coton) |                     |              |                                  | Chine du Nord                                                       |                                       | | | mián quán 棉拳 |
| Mian Quan, Mianzhang Chuan (La Boxe en Continu) |                     |              |                                  | Chine du Nord (Hebei)                                               |                                       | | | mián quán 绵拳 |
| Miao Quan (La Boxe du Peuple Miao) | app                 |              |                                  | Chine du Sud (Peuple Miao)                                          | -221 / -210                           | Si Yao | | miáo quán 苗拳 |
| Mizong Quan, (La Boxe de la Trace Perdue) Yan Qing Quan, Nizong Quan |                     |              |                                  | Chine du Nord (Shandong)                                            | 1700 ≈                                | Sun Tong (1722 – ) | Se subdivise en huit variantes différentes. | mízōng quán 迷蹤拳 |
| Mo Jia Quan (La Boxe de la Famille Mo) |                     |              |                                  | Chine (Guangdong)                                                   |                                       | | | |
| Mok Gar Kuen |                     |              |                                  | Chine du Sud                                                        |                                       | Mok Ching Gui | | |
| Mon Jia Quan |                     |              |                                  | Chine du Sud                                                        |                                       | | | |
| Moy Gar, Mot Gar ? |                     |              |                                  | Chine                                                               |                                       | | | |
| Mulan Chuan |                     |              |                                  | Chine                                                               | 1990 ≈                                | Mei Fong Yin (Ying Meifeng) | | |
| My Jhong (La Corne de la Loi) |                     |              |                                  | Chine du Nord (Henan, Monastère Shaolin si)                         |                                       | | | 迷踪罗汉拳 |
| Nam Pai Chuan, Shaolin Nam Pai Chuan |                     |              |                                  | Chine ?                                                             |                                       | Hui Cheng ? | | |
| Nan Quan – "Moderne" |                     |              |                                  | Chine du Sud                                                        | 1956                                  | | Boxe moderne élaborée à partir de plusieurs styles cantonais dont les enchaînements taolu, servant de standards de compétition. | |
| Nan Quan – "Traditionnel", Nanji Quan (La Boxe du Sud) |                     |              |                                  | Chine du Sud                                                        | 1368 – 1644 (Dynastie Ming)           | | Ensemble des styles traditionnels de Chine du Sud (au sud du Yangzi) : Choi Lei Fat, Hung Kuen, Hung Gar, Wing Chun, Bai He Quan... Ces styles sont populaires à Guangdong, Guangxi, Fujian, Zhejiang. | nán quán 南拳 nánjí quán 南极拳 |
| Neijia, Neichia (École Interne), Wushu Neijia voir Neijia (style et écoles) |                     |              | wushu                            | Chine                                                               |                                       | | Nom générique de certains arts martiaux chinois dit "Style interne" | nèijiā / 内家 |
| Ng Ga Kuen |                     |              |                                  | Chine                                                               |                                       | | | |
| Ngor Chor Kun, Go Cho Kun, Wu Chu Quan (La Boxe des Cinq Ancêtres) |                     |              |                                  | Chine du Sud (Fujian, Chuan Chiu)                                   | 1800 ≈ (fin)                          | Sijo Chua Giok Beng | | |
| O Shin Chuen |                     |              |                                  | Chine du Sud (Fujian)                                               |                                       | Lin (Famille) | | |
| Ou-Chou |                     | gr           |                                  | Chine                                                               |                                       | | | |
| Pa Chuan |                     |              |                                  | Chine                                                               |                                       | | | |
| Pa Hsien |                     |              |                                  | Chine                                                               |                                       | | | |
| Pai Lum Tao |                     |              |                                  | Chine                                                               |                                       | | | |
| Paihe Quan, Pai Hao Chuan (La Boxe de la Grue) |                     |              |                                  | Chine                                                               |                                       | | | |
| Pak Hok Pai |                     |              |                                  | Chine                                                               |                                       | | | |
| Pak Mei, Bak Mei-Bai Mei (Les Sourcils Blanc) |                     |              |                                  | Mont Emei, Sichuan                                                  |                                       | Dynastie des Qing (1644 - 1911) | Pak Mei (moine bouddhiste/taoïste selon les légendes) | 白眉拳 |
| Pao Quan (La Boxe du Canon) |                     |              |                                  | Chine                                                               |                                       | | Système intégré à différents styles : Cha Quan, Shaolin Quan, Taiji style Chen et aujourd'hui disparue en tant que style autonome. | pào chuí quán 炮搥拳 |
| Paoxing Quan |                     |              |                                  | Chine                                                               |                                       | | | |
| Paqi Quan |                     |              |                                  | Chine                                                               |                                       | | | |
| Pek Sil Lum |                     |              |                                  | Chine                                                               |                                       | | | |
| Pigua Zhang, Pigua Quan |                     |              | Huihui Quan                      | Chine                                                               |                                       | | | |
| Pyong Hwa Do |                     |              |                                  | Chine                                                               |                                       | | | |
| Qi Gong voir Qi Gong (Styles et écoles) | da                  |              | Neijia                           | Chine                                                               |                                       | | | qìgōng 氣功 / 气功 |
| Qi Kwan Do |                     |              |                                  | Chine                                                               |                                       | | | |
| Qi Shi (Les Sept Formes) |                     |              | Huihui Quan                      | Chine                                                               |                                       | | | qī shì 七式 |
| Qi Tongbei |                     |              |                                  | Chine                                                               | 1800 ≈ (entre) ?                      | Qi Xin | | |
| Quan Ki Do |                     |              |                                  | Chine                                                               |                                       | | | |
| Quan Li Kan |                     |              |                                  | Chine                                                               |                                       | | | |
| Quanfa Chuanfa Kuen Fa (La Méthode des Poings) |                     |              |                                  | Chine                                                               |                                       | | Terme utilisé pour désigner la plupart des styles d'AM d'origine chinoise. | quánfǎ 拳法 |
| Rin-Yan Jior |                     |              |                                  | Chine                                                               |                                       | | | |
| Ru Quan (La Boxe des Lettrés) |                     |              |                                  | Chine du Sud                                                        |                                       | | | rú quán 儒拳 |
| Ruyi Tongbei |                     |              |                                  | Chine                                                               |                                       | | | |
| Sae Ying Diu Sao |                     |              |                                  | Chine                                                               | 1900 ≈ (début)                        | Leung Tien Chiu | | |
| San Cheen Do |                     |              |                                  | Chine (Hubei)                                                       | 900 ≈                                 | Chao Kuang Yin (Zhoo Kuang Yin) | | |
| San Huang Pao Chui (La Boxe Canon-Marteau des Trois Empereurs) Pao Chui (Taper comme un Canon) |                     |              | Chang Quan                       | Chine (Sichuan, Mont Emei)                                          | Dynastie Tang <                       | Moine Yú Pǔzhào | | pào chuí 炮搥 sān huáng pào chuí 三皇炮搥                                                                                                |
| San Pan Shi Er Si | da                  |              | Neijia                           | Chine                                                               |                                       | | | |
| San soo |                     |              |                                  | Chine                                                               |                                       | | | |
| Sanda (Combat Libre), Sanshou (Main Libre) | mil dp sc           | pp tkdn soum | Waijia                           | Chine                                                               |                                       | | Utilisé par l'armée chinoise | sǎndǎ 散打 sǎnshǒu 散手 |
| Sao Di Wu Shu |                     |              |                                  | Chine                                                               |                                       | | | |
| Sau-Lin Szu Chin-Chen Chau-Fa |                     |              |                                  | Chine                                                               |                                       | | | |
| Sei Cheung Kuen |                     |              |                                  | Chine ?                                                             |                                       | | | |
| Shan Fu Jow, Shan Fu Jow Shen Hu Hsi Nui Gun Pai anc. Xin Fa Chuan Hsu |                     |              |                                  | Chine                                                               | 1934                                  | Chung H. Yue (1884 – 1942) | Cha quan / Lung Ying / Yue Ga / Nam Tong Long. | |
| Shantung Ying Jow (La Serre de l'Aigle de Shantung) |                     |              |                                  | Chine du Nord (Shandong)                                            |                                       | | | shāndōng yīng zhǎo 山东鹰爪 |
| Shaolin Quan (La Boxe de Shaolin) |                     |              |                                  | Chine                                                               |                                       | | Sous ce nom sont regroupés différentes boxes dont certaines n'ont pas de rapport avec le Temple de Shaolin. L'appellation fait référence à une méthode ou système et non à une origine. Se subdivise en de nombreux styles distincts et de nombreuses branches. | |
| She Quan (La Boxe du Serpent) |                     |              | Waijia                           | Chine                                                               |                                       | | Se subdivise en plusieurs styles distincts aussi bien au nord qu'au sud. Certaines formes se rapprochent plus des styles internes. Très portés sur la défense suivie d'attaques éclaires portées sur les points vitaux; les taolu ont une allure ondulatoire, "serpentine". Les poings sont formés de telle sorte que ce soit la rate qui frappe dans l'extension du poing.                                                              | shéquán 蛇拳 |
| She Ying Kuen (La Boxe du Style du Serpent) |                     |              |                                  | Chine                                                               |                                       | | | |
| Shezu Quan (La Boxe du Peuple She) |                     |              |                                  | Chine du Sud (Fujian, Peuple She)                                   |                                       | | | shēzú quán 畲族拳 |
| Shi Tongbei Hei Quan (La Boxe Secrète/Noir) |                     |              |                                  | Chine                                                               | 1800 ≈ (entre) ?                      | Shi Hongsheng | | hēi quán 黑拳 |
| Shi-San Taibao | da                  |              | Neijia                           | Chine                                                               |                                       | | | |
| Shou Shu |                     |              |                                  | Chine                                                               |                                       | | | |
| Shuai Jiao Bao Din, Bao Din Kuai Chiao | sc                  | gr           |                                  | Chine                                                               | 1800 ≈                                | Ping Jing Yi (1830 ? – ) | | |
| Shuai Jiao, Chiao-Ti (Tomber par Terre) |                     | gr proj      |                                  | Chine                                                               | - 500 ?                               | | | shuāijiāo 摔交 |
| Shui Hu Quan ((La Boxe au Bord de l'Eau) |                     |              |                                  | Chine du Nord                                                       |                                       | | | shuǐ hǔ quán 水浒拳 |
| Shunshi Quan | dp da               |              |                                  | Chine du Nord (Henan)                                               |                                       | | Caractérisé par des postures très allongées et l'alternance de mouvements lents et rapides. | |
| Sil-Lum Pai Qin Na |                     |              |                                  | Chine                                                               |                                       | | | |
| Sir Gee Dorr (La Voie du Serpent) |                     |              |                                  | Chine                                                               |                                       | Lai Ching How | | |
| Song Sho (L'Écureuil) |                     |              |                                  | Chine                                                               |                                       | | | sōng shǔ 松鼠 |
| Songjia Jiao |                     |              |                                  | Chine du Sud                                                        |                                       | | | |
| Ssu-Hsiang |                     |              |                                  | Chine                                                               |                                       | | | |
| Style de la Mante Religieuse > Tanglang Quan / > Chow Gar |                     |              |                                  | Chine                                                               |                                       | | | |
| Style de la Mante Religieuse du Nord > Tanglang Quan |                     |              |                                  | Chine du Nord                                                       |                                       | | | |
| Style de la Mante Religieuse du Sud > Chow Gar |                     |              |                                  | Chine du Sud                                                        |                                       | | | |
| Sun-Ping |                     |              |                                  | Chine                                                               |                                       | | | |
| Sung Qi Quan | da                  |              | Neijia                           | Chine                                                               |                                       | | | |
| T'i T'ang |                     |              |                                  | Chine                                                               |                                       | | | |
| T'ien Lung Tao | da                  |              | Neijia                           | Chine                                                               |                                       | | | 天龙道 |
| Ta Cheng Ch'uan |                     |              |                                  | Chine                                                               |                                       | | | |
| Tai Cho, Tai Chor (Le Grand Ancêtre) |                     |              |                                  | Chine (Hubei)                                                       | 900 ≈                                 | Chao Kuang Yin (Zhoo Kuang Yin) | | |
| Tai Shin Mun (Le Style du Singe) |                     |              |                                  | Chine                                                               |                                       | | | |
| Tai Shing Pek Kwar (Le Style du Singe) |                     |              |                                  | Chine                                                               | Moderne ?                             | Chan Sau Chung | | |
| Tai Shing Pek Kwar (Le Style du Singe) |                     |              |                                  | Chine du Nord                                                       | 1850 ≈                                | Kou Szu | | |
| Tai Sing Pap Gar Mun |                     |              |                                  | Chine                                                               |                                       | | | |
| Tai Xu Quan | da                  |              | Neijia                           | Chine                                                               |                                       | | | |
| Tai Zhi Quan |                     |              |                                  | Chine                                                               |                                       | | | |
| Taiji Quan, Tai Chi Chuan, (La Boxe du l'Ultime Accomplissement) voir Taiji Quan (Styles et écoles)                                                                                                | da                  |              | Neijia                           | Chine                                                               |                                       | | Se subdivise en plusieurs styles. Chacun de ces styles se subdivisant eux-mêmes en variantes. | tàijí quán 太極拳 / 太极拳 |
| Taiyi Wuxing Qinpu (La Lutte des Cinq Éléments et du Grand Un) |                     |              |                                  | Chine                                                               |                                       | | | |
| Taizu Chang Quan (La Boxe longue de Taizu) Zhao Taizu Chang Quan, Tai Tzu Chang Chuan Sung Tai Tzu Wu Gong                                                                                         |                     |              | Chang Quan                       | Chine du Nord                                                       | 960 – 1279 (Dynastie Song)            | Empereur Song Taizu (Zhao Kuangyin) (927 – 976) | | tàizǔ cháng quán 太祖长拳 |
| Tajidao | da                  |              | Neijia                           | Chine                                                               |                                       | | | |
| Tam Bei Quan | da                  |              | Neijia                           | Chine                                                               |                                       | | | |
| Tam Tui |                     |              |                                  | Chine                                                               | 1600 ≈ ?                              | Li (Famille) ? | | |
| Tan Tui, Tan Tuei (La Jambe du Printemps) |                     |              | Huihui Quan                      | Chine                                                               |                                       | | | |
| Tang Bi Quan, Shaolin Tang Bi Chuan (La Boxe du Singe Blanc) |                     |              |                                  | Chine                                                               |                                       | | | |
| Tang Lang Hu Shi (Le Style du Tigre et de la Mante Religieuse) |                     |              |                                  | Chine du Sud                                                        |                                       | | Style de synthèse. | |
| Tanglang Quan, Tong Long, (La Boxe de la Mante Religieuse (du Nord)) | dp                  |              | Waijia                           | Chine du Nord (Shandong)                                            | 960-1279 (Dynastie Song)              | Wang Lang | Se subdivise en de très nombreux styles. | tángláng quán 螳螂拳 |
| Taolu | da                  |              | Neijia                           |                                                                     |                                       | | Désigne un exercice spécifique dans les AM chinois. | |
| Tat Chun, Méthode Tamo |                     |              |                                  | Chine                                                               |                                       | | | |
| Tau Tei Yu Tan Tui |                     |              |                                  | Chine                                                               |                                       | | | |
| Ti-Sha Shou |                     |              |                                  | Chine                                                               |                                       | | | |
| Tian Bagua (Les Huit Systèmes de L'ours) |                     |              |                                  | Chine                                                               |                                       | | | |
| Tian Feng Chuan |                     |              |                                  | Chine                                                               |                                       | Wei Tain | | |
| Tian Shan Pai (L'École de la Montagne Céleste) |                     |              |                                  | Chine                                                               |                                       | | | tiān shān pài 天山派 |
| Tie Sha Zhang (La Main du Sable d'Acier) |                     |              |                                  | Chine                                                               |                                       | | | |
| Tien Shan |                     |              |                                  | Chine                                                               |                                       | | | |
| Tien Shan Pai |                     |              |                                  | Chine                                                               |                                       | | | 天山派 |
| Tien Shan Pai Chin-Na, T'ien Shan P'ai Chin-Na |                     |              |                                  | Chine                                                               | 1940 ≈ ?                              | Wang Chueh Jyne (Hung Yun ?) | Shaolin du Nord / Shaolin du Sud / Taiji Quan / Bagua Quan / Xing Yi Quan / Tien Shan / Chin Na / Shuai Jiao | |
| Tien Sun Pai ? |                     |              |                                  | Chine                                                               |                                       | | | |
| Ton Bae |                     |              |                                  | Chine                                                               |                                       | | | |
| Tongbei Quan, Tompei Quan (La Boxe du Dos Traversé) | da                  |              | Huihui Quan                      | Chine                                                               |                                       | | Les bras et les jambes sont utilisés allongés et complètement relâchés, ils sont lancés par un mouvement de fouet de la colonne vertébrale. Style très souple, très vif et qui s'accompagne de claquements des mains sur les bras et les cuisses. Se subdivise en trois styles Baiyuantongbei Quan, Piguatongbei Quan et Wuxingtonbei Quan.                                                                                              | tōngbēi quán 通背拳 |
| Tongbi Quan |                     |              |                                  | Chine                                                               |                                       | Chen Tuan, Fuyaozi ( – 989) | | |
| Ts-Ku Chu |                     |              |                                  | Chine ?                                                             |                                       | | | |
| Ts'ui Pa Hsien (Les Huit Fées Soules) |                     |              |                                  | Chine                                                               |                                       | | | |
| Tsu-Ru Ton |                     |              |                                  | Chine                                                               |                                       | | | |
| Tung Bi Chuan (La Boxe du Gorille) |                     |              |                                  | Chine                                                               | Ancient ?                             | | | |
| Tung Pei |                     |              |                                  | Chine                                                               |                                       | | | |
| Tzu Chuan, Shaolin Tzu Chuan |                     |              |                                  | Chine                                                               |                                       | | | |
| Tzu Fan Men | da                  |              | Neijia                           | Chine                                                               |                                       | | | |
| Tzu-Men Chuan | da                  |              | Neijia                           | Chine                                                               |                                       | | | |
| Tzu-Ran Chuan | da                  |              | Neijia                           | Chine                                                               |                                       | | | |
| Vutang Quan |                     |              |                                  | Chine                                                               |                                       | | | |
| Waijia, Waichia (École Externe) Wushu Waijia |                     |              | wushu                            | Chine                                                               |                                       | | Nom générique de certains arts martiaux chinois dit "Style externe" | wàijiā 外家 |
| Wang Kung Shou Tao | da                  |              | Neijia                           |                                                                     |                                       | | | |
| Xie zi quan, Boxe du (voie du) scorpion |                     |              |                                  | Chine                                                               |                                       | | | |
| Wen Shen Quan |                     |              |                                  | Chine                                                               |                                       | | | |
| White Tiger New Style taught in Hong Kong |                     |              |                                  | Chine                                                               | Moderne                               | | | |
| Wing Chun Wing Chun Kuen, Yong Chun Quan , Vinh Xuan (Viet.) (La Boxe de Wingchun) voir Branches du Wing Chun                                                                                      |                     | pp           | Waijia                           | Chine du Nord (Henan, Monastère Shaolin si) / Chine du Sud (Fujian) | XVIIe siècle                          | Moine Inconnu du monastère Shaolin / Nonne Ng Mui, 五枚 (XVIIe siècle, Légendaire) / Yim Wingchun (f) (Yan Yongchun), 嚴咏春 (XVIIe siècle, Légendaire) | Boxe de la Grue Blanche / Shaolin Quan du Sud / Style du Serpent Se subdivise en plusieurs styles et variantes dans les pays asiatiques d'influence chinoise (Viêt Nam, Philippines, Malaisie, Singapour...) Pour écrire Wingchun deux versions d'idéogrammes sont utilisées se prononçant pareil mais de sens différent. Wing signifiant soit chant soit éternel. Les différentes écoles utilisent préférentiellement l'une ou l'autre. | wingchun kuen, yǒngchūn quán 咏春拳 / 詠春拳 (La Boxe du Chant du Printemps/Désir/Vie) 永春拳 (La Boxe de l'Éternel Printemps/Désir/Vie) |
| Wu Chien Pai (Le Style Hors de l'Espace) | édu                 |              |                                  |                                                                     |                                       | | | |
| Wu Ji Quan, Wu Chi Chuan, Wu Jia Quan Fa Wu Jia (La Boxe du Dragon et du Phoenix) | da                  |              |                                  | Chine                                                               |                                       | | | wū jiā quán 巫家拳 |
| Wu Qin Xi |                     |              |                                  | Chine                                                               |                                       | | | |
| Wu Song Quan (La Boxe de Wu Song) |                     |              |                                  | Chine                                                               |                                       | | | |
| Wu Xing Quan (La Boxe des Cinq Poings) | da                  |              | Neijia                           | Chine                                                               |                                       | | | |
| Wudang Nan Zhong Song Xi |                     |              |                                  | Chine                                                               |                                       | | | |
| Wudang Quan, Wudang Shaolin | da                  |              | Neijia                           | Chine (Hubei, Wudang)                                               |                                       | Moines du Monastère du Wudang | Actuellement, sous ce nom, sont pratiqués des styles de création récente qui mélangent Bagua quan, Taiji quan et exercices de gymnastiques taoïstes. | |
| Wushu Moderne |                     |              | Waijia                           | Chine                                                               |                                       | | | |
| Wushu, Guoshu, Kuoshu Quanfa, Kuen Fa Kung Fu, Gongfu |                     |              | Guoshu                           | Chine                                                               |                                       | | Terme générique des arts martiaux chinois tous style externe et interne confondus | wǔshù / 武术 guóshù / 国术 quánfǎ / 拳法 gōngfū / 功夫                                                                                   |
| Wuzu Quan |                     |              |                                  | Chine                                                               |                                       | | | |
| Xi Chen Qi |                     |              |                                  | Chine                                                               | 1868                                  | Siye Ba Yuan Chen | Dérive du Sao Di | |
| Xia Jia Quan (La Boxe des Nobles) |                     |              |                                  | Chine du Sud                                                        |                                       | | | |
| Xiangxing Quan (La Boxe des Animaux) |                     |              |                                  | Chine                                                               | Ancient ?                             | | Serre de l'Aigle / Mante religieuse / Style du Singe / Style du Serpent / Zui Quan | |
| Xiao Hong Quan (La Boxe Rouge de la Petite Forme) |                     |              |                                  | Chine                                                               |                                       | | | xiǎo hóng quán 小红拳 |
| Xien Shen Pai |                     |              |                                  | Chine                                                               |                                       | | | |
| Xin Fa Chuan Hsu > Shan Fu Jow |                     |              |                                  | Chine                                                               | 1934                                  | | | |
| Xin Yi Ba (S'approprier le Cœur et l'Esprit) |                     |              |                                  | Chine                                                               |                                       | | | |
| Xin Yi Liu He Quan (La Boxe au Cœur des Six Harmonies) |                     |              |                                  | Chine                                                               |                                       | | | |
| Xing Yi Quan, Hsing-I Chuan, Shing Xi Quan (La Boxe de la Forme et de l'Intention) | da                  |              | Neijia                           | Chine du Nord (Shanxi, Zuncun)                                      | 1600 ≈ (début)                        | Ji Jike, Ji Long Feng (1602 – 1683) | Imitation des mouvements du dragon / tigre / singe / cheval / tortue / coq / faucon / hirondelle / serpent / aigle / ours Se subdivise en plusieurs styles. | xíng yì quán 形意拳 |
| Xing-Chiao |                     |              |                                  | Chine                                                               |                                       | | | |
| Ya Quan |                     |              |                                  | Chine                                                               |                                       | | | |
| Yao Quan, Man Yao Quan |                     |              |                                  | Chine du Sud (Guangxi, Peuple Yao)                                  | 581 – 690 (Dynastie Sui / Tang)       | Pan Wang | | |
| Yau Gar |                     |              |                                  | Chine                                                               |                                       | Yau Dashen ? | | |
| Yau Kung Mun |                     |              |                                  | Chine du Nord (Henan, Temple Song Shan)                             | 618 – 907 (Dynastie Tang)             | Ding Yang | | |
| Yi Quan, Yi Chuan, Da Cheng Quan, I Chuan (La Boxe de l'Intention) anc. Da Cheng Quan | dp da               |              | Neijia                           | Chine du Nord (Hebei)                                               | 1920 ≈ – 1949                         | Wang Xiang Zhai, Wang Yu Seng (1887 – 1963) | Ce style se déclare être la synthèse des styles internes. | yì quán 意拳 |
| Ying Ching Quan, My Jhong |                     |              |                                  | Chine du Nord (Shandong)                                            |                                       | | | |
| Ying Quan La Boxe de l'Aigle) |                     |              |                                  | Chine                                                               |                                       | | Se subdivise en plusieurs styles distincts au nord et au sud | yīng quán 鷹拳 |
| Ying Zhao Quan, Ying Kuen, Ying Jao (La Boxe de la Serre de l'Aigle) |                     |              | Waijia                           | Chine                                                               | 1100 ≈                                | General Yue Fei, Ngok Fei (1103 – 1141) | | yīng zhǎo quán 鷹爪拳 |
| Yu Men Quan (L'École de la Boxe du Poisson) |                     |              |                                  | Chine (Wudang)                                                      |                                       | | | yú mén quán 鱼门拳 |
| Yuanyang Quan (La Boxe du Canard Mandarin) |                     |              |                                  | Chine du Nord                                                       |                                       | | Ses principes et ses mouvements sont proches du Cha Quan. | yuānyang quán 鸳鸯拳 |
| Yue Ga |                     |              |                                  | Chine                                                               |                                       | Yue (Famille) | La famille Yue est la famille de Chung H. Yue, fondateur du Shan Fu Jow | |
| Yue Jia Quan, Yuejia Jiao (La Boxe de la Famille Yue) |                     |              |                                  | Chine                                                               | 1200 ≈                                | General Yue Fei | | |
| Yue Shi San Shou |                     |              |                                  | Chine                                                               |                                       | | | |
| Yuen Feng Shu (Feng Shu ?) |                     |              |                                  | Chine ?                                                             |                                       | | | |
| Yui-Men |                     |              |                                  | Chine                                                               |                                       | | | |
| Yun Qi Chui |                     |              |                                  | Chine                                                               |                                       | | | |
| Zap Lung Dun |                     |              |                                  | Chine                                                               |                                       | | | |
| Zen Kune Do | da                  |              |                                  | Viêt Nam / Norvège ?                                                | 1980 ≈ (début)                        | Thanh Khuc Chan, Charlie Thanh | Kung Fu / TKD / Iaido / Aikido | |
| Zhaoyang Quan, Shaolin Zhaoyang Quan |                     |              |                                  | Chine                                                               | 1644 – 1912 (Dynastie Qing)           | Zhauquan (Moine buddhiste) | | |
| Zhu Jia Quan (La Boxe de la Famille Zhu) |                     |              |                                  | Chine                                                               |                                       | | | |
| Zhuan Shu Kuan |                     |              |                                  | Chine                                                               | Moderne                               | | | |
| Zhuang Quan, Nan Man Quan |                     |              |                                  | Chine, (Guangxi / Yunnan, Peuple Zhuang)                            | 960 – 1279 (Dynastie Song)            | | | |
| Zi Ran Men, Wu Gong (Le Style Naturel) | R                   |              |                                  | Chine (Sichuan)                                                     | 1800 ≈ (fin) ?                        | Maître Xu(Prénom inconnu) | D'inspiration taoïste constitue une synthèse entre les styles du nord et du sud. | |
| Zonghe Quan (La Boxe de la Grue qui Saute) |                     |              |                                  | Chine                                                               | 1800 ≈                                | Fang Shipei | | |
| Zui Quan Zuiji Quan, Su Ju Chuan (La Boxe Ivre) | dp                  |              |                                  | Chine                                                               | 1200 ≈ ?                              | | | zuì quán 醉拳 |